# Barjac (Arieja)
Barjac és un municipi francès, situat a la regió d'Occitània, departament de l'Arieja. El 2021 tenia 43 habitants.